# Критское восстание (1363—1366)
Восстание Святого Тита (греч. Eπανάσταση του Αγίου Τίτου) произошло в XIV веке на острове Крит. Восставшие разгромили местные органы власти, управлявшие островом в интересах метрополии, и провозгласили создание независимого государства, так называемой «Республики Святого Тита».

## Крит под венецианским правлением
Остров Крит находился под венецианским правлением с 1211 года, после того как Венеция выкупила его у Бонифация I Монферратского во время Четвёртого крестового похода. Благодаря своему географическому положению, своим размерам и плодородию почв Крит приобрёл стратегическую важность в глазах правителей Венеции. Оккупированная часть острова Крит получила название «Королевство Кандия» со столицей в городе Кандия (ныне — Ираклион). Земли были распределены между венецианскими колонистами (среди которых были не только аристократы, но и обычные граждане) с условием уплаты налогов и участия в боевых действиях на суше и на море. Венеция управляла Критом исходя из собственных интересов, заставляя местных жителей трудиться на благо метрополии и участвовать в войнах Республики. За пять веков венецианского правления на острове Крит произошло четырнадцать восстаний. Восстание Святого Тита — первое, в котором приняли участие венецианские колонисты.

## Восстание
Венеция потребовала от своих колоний увеличить поставки продовольствия и расходы на содержание морского флота. На острове об этом стало известно 8 августа 1363 года. Колонисты-землевладельцы выразили своё недовольство новыми требованиями. Об этом сообщили губернатору острова Леонардо Дандоло. Несмотря на оказанное на них давление, колонисты собрались в церкви Святого Тита, который считался небесным покровителем острова. Они решили отправить к губернатору трёх своих представителей и попросить об отсрочке введения новых налогов до возвращения из Венеции посланной туда делегации колонистов. Но губернатор отказался от переговоров и потребовал уплаты повышенных налогов под угрозой смертной казни и конфискации имущества.
На следующий день возмущённые колонисты атаковали дворец губернатора и арестовали правителя и его советников. В течение недели мятеж распространился по всему острову, города и деревни объявляли о присоединении к восставшим. Правителем острова был назначен Марко Градениго. Изображение Святого Тита было выбрано в качестве эмблемы нового сообщества, названного «Коммуна Крит». Грекам, жителям острова, был открыт доступ в Большой Совет и Совет землевладельцев, были отменены действовавшие ранее ограничения на православную церковь.
Восстание Святого Тита было первым выступлением недовольных местных жителей острова Крит, которое носило черты «национального» освободительного движения. Впервые колонисты и местные жители выступили единым фронтом против метрополии. Со времени основания колонии на Крите выросло уже второе и третье поколение колонистов, и для них местная культура была ближе, чем культура Венеции.

## Реакция Венеции
Новость о мятеже на Крите достигла Венеции в начале сентября. Поскольку Крит считался важным заморским владением, Сенат счёл угрозу очень серьёзной, сравнимой с угрозами, исходящими от главных конкурентов Венеции в Средиземноморье — Генуи. Первой реакцией со стороны центрального правительства стало направлением делегации на Крит с целью проведения мирных переговоров с восставшими в попытке убедить их сохранять верность Республике.
Но переговоры провалились, и Венеция приступила к подготовке военной операции с целью силового подавления мятежа. Зарубежные государства, включая Генуэзскую Республику, поддержали правительство Венеции и запретили своим субъектам оказывать какую-либо помощь мятежникам на Крите. Руководство экспедиционным карательным корпусом было поручено известному своей жестокостью кондотьеру Лукино даль Верме.
В ожидании прибытия венецианского корпуса в стане восставших вспыхнули споры относительно того, как действовать дальше. Было решено послать делегацию в Геную с просьбой о помощи и предложением в дальнейшем передать власть над островом этой республике. Однако генуэзцы сохранили нейтралитет и отказали восставшим в военной поддержке. 7 мая 1364 года венецианский флот прибыл к берегам Крита и войска высадились на остров. Столица Кандия была занята 10 мая при незначительном сопротивлении. Марко Градениго и два его советника были казнены, а большинство лидеров мятежников бежали в горы. Захватив столицу, венецианские отряды начали проводить карательные операции по всему острову. Были объявлены вознаграждения за выдачу скрывающихся мятежников, им было запрещено проживать в любой части Республики, их имущество было конфисковано.
Новость о победе пришла в Венецию в июне 1364 года, по случаю чего на площади Святого Марка были организованы пышные народные гуляния.

## Восстание Каллергисов
Захват главных городов вовсе не означал умиротворения всего острова. Несмотря на прекращение сопротивления со стороны лидеров колонистов, многие землевладельцы, особенно из среды греческой аристократии, по-прежнему скрывались в горах, получая помощь от греческих крестьян, и продолжали бороться против венецианских войск. Наибольшее сопротивление оказали представители греческой аристократической фамилии Каллергисов, владения которых находились в западной части острова. Они обратились к императору Византии и провозгласили войну за православную веру против латинских завоевателей. Восставшим удалось взять под контроль не только западную часть Крита, но и продвинуться восточнее, вынуждая венецианскую власть организовывать против них новые и новые карательные акции. Дожу Венеции пришлось прибегнуть к помощи римского папы и других правителей с просьбой о поддержке. Фактически операция по подавлению сопротивления восставших и восстановлению венецианского контроля над островом продолжалась до 1368 года.